# Новопоселенная Таяба
Новопоселенная Таяба (чув. Каркалар) — деревня в Яльчикском районе Чувашской Республики. Входит в состав Малотаябинского сельского поселения.

## География
Находится в восточной части Чувашии на расстоянии приблизительно 12 км на север по прямой от районного центра села Яльчики на границе с Республикой Татарстан, на правобережье реки Черемшан.

## История
Основана во второй половине XVII века выходцами из села Большая Таяба. Здесь было учтено: в 1721 — 15 мужчин; 1795 — 10 дворов, 87 жителей, 1858 — 21 двор, 162 жителя; в 1897—344 жителя, в 1926 — 79 дворов, 391 житель, в 1939—398 жителей, в 1979—274. В 2002 — 71 двор, в 2010 — 50 домохозяйств. В период коллективизации был образован колхоз им. Блюхера, в 2010 году функционировало ООО «Звезда».

## Население
Население составляло 149 человека (чуваши 99 %) в 2002 году, 103 в 2010.